# Lista odcinków serialu Brygada
W tym artykule znajduje się lista i opisy odcinków serialu Brygada emitowanego w Polsce na Nickelodeon Polska. W USA serial miał swoją premierę 12 września 2009, natomiast w Polsce 19 czerwca 2010 roku.

## Sezony
| Sezon | Sezon | Odcinki | Pierwsza emisja  | Ostatnia emisja  | Pierwsza emisja | Ostatnia emisja      |
| ----- | ----- | ------- | ---------------- | ---------------- | --------------- | -------------------- |
|       | 1     | 26      | 12 września 2009 | 21 sierpnia 2010 | 19 czerwca 2010 | 29 października 2011 |
|       | 2     | 14      | 25 czerwca 2011  | 8 maja 2013      | 12 lutego 2012  | 13 maja 2012         |

## Sezon 1: 2009-2010
| 1 | Welcome to the Jungle                        | Peter Lauer      | Max Burnett                    | 18 września 2009     | 19 czerwca 2010      | 101 |
| Jake staje się nowym członkiem "Brygady". Razem z ekipą musi pokonać grasującego w pobliżu jego domu bazyliszka. Role gościnne: Matreya Fedor jako Phoebe Collins, Dejan Loyola jako Cuddy Notatka: Premiera tego odcinka w Polsce zaplanowana była na 8 maja 2010, jednak z przyczyn technicznych Nickelodeon Polska wyemitował ją z 1,5-miesięcznym opóźnieniem. |                                              |                  |                                |                      |                      |     |
| 2 | Do The Worm                                  | Paul Hoen        | Sam Johnson Chris Marcil       | 12 września 2009     | 26 czerwca 2010      | 103 |
| Mongolski robak śmierci pojawia się w mieście. Brygada wysadza go, lecz powoduje to, że potwór się rozdzielił. Felix i Hayley stwierdzają, że kolejnym miejscem ataku potwora będzie potańcówka maturzystów w ich szkole. Jak się okazuje Jake nie ma jak się na nią dostać. Hayley nakłania go, aby umówił się z Brittany - dziewczyną, którą wszyscy w szkole unikają. Okazuje się, że Jake’a i Brittany łączy wspólna pasja - czytanie komiksów „Ognista pięść”. Brygada zabija potwora rażąc go prądem. Role gościnne: Taylor Hill jako Brittany Notatka: Ten odcinek w USA był pokazywany jako zapowiedź serialu. |                                              |                  |                                |                      |                      |     |
| 3 | Forest Grump                                 | Peter Lauer      | Greg Coolidge                  | 18 września 2009     | 27 czerwca 2010      | 104 |
| Jake poznaje w szkole nową dziewczynę-Laurel. Hayley jest jednak w stosunku co do niej nieufna. Okazuje się, że Laurel to tak naprawdę driada - stwór który jest pół człowiekiem-pół rośliną. W dodatku chce zmienić omotanego Jake’a w drzewo. Role gościnne: Jessica Parker Kennedy jako Laurel |                                              |                  |                                |                      |                      |     |
| 4 | There Is No „I” in Monster Hunter            | Paul Hoen        | Max Burnett                    | 18 września 2009     | 20 czerwca 2010      | 102 |
| Jake uczy się pracy w zespole. Chcąc zaimponować „Brygadzie” sam staje do walki z potworem, niestety zostaje przez niego połknięty. Hayley chce, aby wszyscy ją lubili. Niestety dziewczyna o imieniu Angie czuje do niej urazę, bo ta ubrudziła ją czekoladowym ciastkiem. Hayley próbuje przeprosić koleżankę, jednak nie udaje jej się tego dokonać. Role gościnne: Brenna O’Brien jako Angie Crabtree |                                              |                  |                                |                      |                      |     |
| 5 | Pajama Game... of Death                      | Adam Weissman    | Shawn Simmons                  | 25 września 2009     | 3 lipca 2010         | 105 |
| Jake, Felix i Hayley zabijają vespinoxę, lecz z jaj wykluwa się larwa i osiedla się w jednej z cheerleaderek.Brygada musi załatwić vespinoxę. |                                              |                  |                                |                      |                      |     |
| 6 | Taming of the Cube                           | Pat Williams     | Jenny Lee                      | 2 października 2009  | 4 lipca 2010         | 106 |
| Do szkoły włamuje się dziwny potwór jakby z galarety. Wchłania Hayley, Jake próbując ją ocalić sam został wchłonięty. Felix zdołał wyciągnąć ich, za pomocą soli. Lecz zamienili się ciałami. |                                              |                  |                                |                      |                      |     |
| 7 | No More Master Nice Guy                      | Pat Williams     | Pang-Ni Landrum                | 16 października 2009 | 10 lipca 2010        | 107 |
| Hayley spotyka w kiosku kolegę ze szkoły Gusa. Chłopak chowa się przed jego dręczycielami. Dziewczyna radzi mu aby się im postawił, lecz nie wychodzi mu to. Ucieka do starej fabryki gdzie spotyka potwora - Doulusa, który chce mu służyć. Tymczasem Jake musi nauczyć się walki według schematów. |                                              |                  |                                |                      |                      |     |
| 8 | The Great Punkin                             | Adam Weissman    | Harry Hannigan                 | 23 października 2009 | 29 października 2011 | 108 |
| W noc Halloween, „Brygada” musi złapać potwory bo system bezpieczeństwa psuje się i uciekają z niego potwory. |                                              |                  |                                |                      |                      |     |
| 9 | Tentacle Face                                | Jon Rosenbaum    | Julia Ruchman                  | 13 listopada 2009    | 11 lipca 2010        | 109 |
| Brak opisu |                                              |                  |                                |                      |                      |     |
| 10 | Lost in Translation                          | Peter Lauer      | Thomas W. Lynch                | 20 listopada 2009    | 17 lipca 2010        | 111 |
| Do szkoły przyjeżdża brygada z Japonii. Jake, Hayley i Felix starają się im zaimponować. |                                              |                  |                                |                      |                      |     |
| 11 | The Good, The Bad and the Ickie Doll         | Jon Rosenbaum    | Jonas E. Agin                  | 12 grudnia 2009      | 24 grudnia 2010      | 110 |
| Nadchodzą święta, wszyscy w mieście chcą dostać lalkę z serii „Ickie Doll”. Jake kupuje jedną dla siostry, ale gdy próbuje ją zapakować, ona gryzie go. Okazuje się, że lalki to małe potworki. |                                              |                  |                                |                      |                      |     |
| 12 | The Substitute                               | Adam Weissman    | Erika Kaestle Patrick McCarthy | 9 stycznia 2010      | 19 czerwca 2011      | 114 |
| Mr. Stockley wybiera się do dentysty zastępuje go weteranka „Brygady” Bianca Stonehouse. Ukrywa ona przed „Brygadą”, że jest potworem w przebraniu. |                                              |                  |                                |                      |                      |     |
| 13 | Unpleasantville                              | Peter Lauer      | Elizabeth Kruger Craig Shapiro | 16 stycznia 2010     | 18 czerwca 2011      | 112 |
| W szkole pojawiają się dziwne muchy, które sprawiają, że ludzie stają się do bólu pozytywni. |                                              |                  |                                |                      |                      |     |
| 14 | My Gus Is Back, and there’s Gonna Be Trouble | Adam Weissman    | Max Burnett                    | 30 stycznia 2010     | 19 czerwca 2011      | 113 |
| Nowa przyjaźń Felixa z Gusem tworzy rozłam wewnątrz „Brygady”. |                                              |                  |                                |                      |                      |     |
| 15 | Speed                                        | Jon Rosenbaum    | Dan Martin                     | 6 lutego 2010        | 13 lutego 2011       | 117 |
| W szkole, w walentynki pojawia się wróżka, która chce zniszczyć wszystkie zakochane pary. Jest jednak niezwykle szybka, więc brygada musi ją czymś zwabić. W związku z tym Jake i Hayley mają udawać parę. Gdy chłopak Hayley wkurza się na nią za to że „z nim zerwała dla Jake’a”, chodzi smutna. Jake ostatecznie zdobywa się na wyznanie, że gdyby był jej chłopakiem, nigdy by jej nie opuścił, co zwabia wróżkę do ich. Następnego dnia Jake kamuflując się kłamie (tak jak Hayley), że tylko grał aby złapać wróżkę, Hayley mówi że ona robiła to samo.                                                         |                                              |                  |                                |                      |                      |     |
| 16 | I, Monster                                   | Jay Kogen        | Sam Johnson Chris Marcil       | 20 lutego 2010       | nieemitowany         | 115 |
| Brak opisu |                                              |                  |                                |                      |                      |     |
| 17 | A Moth to the Spotlight                      | Jon Rosenbaum    | Jenny Lee                      | 13 marca 2010        | nieemitowany         | 116 |
| Brak opisu |                                              |                  |                                |                      |                      |     |
| 18 | Vampsters                                    | Jon Rosenbaum    | Shawn Simmons                  | 20 marca 2010        | 10 lutego 2011       | 125 |
| Grupa potworów wampiromików chce zdobyć Lakewood. Jake musi przeniknąć do grupy, aby znaleźć ich legowisko i zapobiec niebezpieczeństwu. |                                              |                  |                                |                      |                      |     |
| 19 | Snarked Up                                   | J.B. Sugar       | Harry Hannigan                 | 16 kwietnia 2010     | nieemitowany         | 118 |
| Jake jest w ciąży z dzieckiem Snarka, co czyni, że jego szyja wygląda dziwnie. Gryf nęka miejscowych farmerów zabierając zwierzęta. |                                              |                  |                                |                      |                      |     |
| 20 | Itty Bitty Baby Dragon                       | Pat Williams     | Pang-Ni Landrum                | 23 kwietnia 2010     | 6 stycznia 2011      | 120 |
| Siostra Jake’a Phoebe nieświadomie „przyjmuje” do siebie nowo narodzonego smoka, „Brygada” musi dowiedzieć się, jak oddać go matce aby ona nie znalazła syna przed „Brygadą”. |                                              |                  |                                |                      |                      |     |
| 21 | The Wrath of the Wraith                      | J.B. Sugar       | Shawn Simmons                  | 17 lipca 2010        | nieemitowany         | 119 |
| Jake z dawnymi przyjaciółmi próbuje spędzić noc w opuszczonym szpitalu podobno jest nawiedzony przez upiora który zna ludzkie słabości. |                                              |                  |                                |                      |                      |     |
| 22 | Hayley and Felix on the Side                 | Pat Williams     | Julia Ruchman                  | 24 lipca 2010        | 13 stycznia 2011     | 121 |
| Kiedy Hayley i Felix są podrapani przez Zylorka, jego jad sprawia, że oni chcą być zjedzeni przez potwora. Jake musi uratować swoich przyjaciół, a przy tym i siebie. |                                              |                  |                                |                      |                      |     |
| 23 | Double Felix                                 | Matthew Hastings | Harry Hannigan                 | 31 lipca 2010        | 20 stycznia 2011     | 122 |
| Felix tworzy robota który jest podobny do niego. Hayley zostaje ugryziona przez potwora, który daje jej objawy, które czynią ją bardzo drętwą. |                                              |                  |                                |                      |                      |     |
| 24 | Who Is Dr.Cranius                            | Jay Kogen        | Sam Johnson & Chris Marcil     | 7 sierpnia 2010      | 30 grudnia 2010      | 123 |
| Brak opisu |                                              |                  |                                |                      |                      |     |
| 25 | Bateries Not Inclueded                       | Matthew Hastings | Thomas W. Lynch                | 14 sierpnia 2010     | 30 grudnia 2010      | 124 |
| Brak opisu |                                              |                  |                                |                      |                      |     |
| 26 | Next Stop: Lakewood                          | Jon Rosenbaum    | Max Burnett                    | 21 sierpnia 2010     | 17 lutego 2011       | 126 |
| Gus powraca ze szpitala psychiatrycznego, chce zniszczyć „Brygadę” i przejąć Lakewood z maszyną, która kontroluje potwory pomaga mu w tym kolega z zakładu psychiatrycznego. |                                              |                  |                                |                      |                      |     |

## Sezon 2: 2011-2013
Dnia 21 marca 2010 roku zapowiedziano produkcję drugiego sezonu serialu.
Premiera w USA odbyła się 25 czerwca 2011. Do obsady dołączą Malese Jow oraz Matt Shively, zaś David Del Rio (serialowy Felix) nie będzie grał już głównej roli. (pojawi się jedynie w jednym z odcinków jako postać drugoplanowa).
| 27 | The Triangle                | Jon Rosenbaum | Thomas W. Lynch    | 25 czerwca 2011      | 12 lutego 2012   | 201 |
| Cadence zostaje przeniesiona do Liceum w Lakewood jaką skrywa tajemnicę? Felix dołącza do tajnej organizacji D.O.R.K., dla geniuszy. |                             |               |                    |                      |                  |     |
| 28 | The Monster Within          | Carl Mason    | Jay Kogen          | 2 lipca 2011         | 26 lutego 2012   | 202 |
| „Brygada” próbuje odnaleźć potwora, ukrytego w ich szkole. Felix zyskuje niezasłużoną sławę za pokonanie znęcającego się nad słabszymi tyrana. Od tej pory postanawia stać w obronie słabszych. |                             |               |                    |                      |                  |     |
| 29 | It’s All in the Game        | Pat Williams  | Harry Hannigan     | 9 lipca 2011         | 3 marca 2012     | 205 |
| Felix jest promowany do Międzynarodowej Centrali Brygad i zostaje zastąpiony przez Kirby’ego. Gra wideo jest wyposażona w hipnozę graczy, która karze wejść do portalu karmienia Kaiju. |                             |               |                    |                      |                  |     |
| 30 | Mirrors                     | Jay Kogen     | Max Burnett        | 16 lipca 2011        | 4 marca 2012     | 210 |
| Potwór żyjący w lustrze powoduje kłopoty w szkole. Jake spotyka swojego komiksowego idola Lee Stanleya, który wyraża zainteresowanie komiksem Jake’a. |                             |               |                    |                      |                  |     |
| 31 | Oh Brother                  | Jon Rosenbaum | Shawn Simmons      | 23 lipca 2011        | 17 marca 2012    | 208 |
| Jake i Hayley rekrutują Etienne’a aby został tymczasowym członkiem drużyny podczas zniknięcia Kirby’ego w wehikule czasu. Brat Cadence pojawia się w mieście. |                             |               |                    |                      |                  |     |
| 32 | Trough The Looking Glass    | Pat Williams  | Andrew Hill Newman | 30 lipca 2011        | 31 marca 2012    | 209 |
| Jake przenosi Cadence z ludzkiego świata, lecz musi wejść w świat potworów w celu odzyskania swojej przenośnej siatki, która pozwala mu zamknąć portal. Tymczasem Hayley i Etienne symulują wyciek gazu, aby utrzymać portal. Ludzie gromadzą się wokół myśląc, że przyjechał do nich popularny zespół o nazwie „Wyciek Gazu” i zamierza wykonywać koncert. |                             |               |                    |                      |                  |     |
| 33 | Start Me Up                 | Jay Kogen     | Shawn Simmons      | 6 sierpnia 2011      | 25 marca 2012    | 211 |
| Do Lakewood przyjeżdża Morgan, stara rywalka Kirby’ego która jest członkiem „Brygady” z Tulsy i natychmiast podważa jego szanse na wygraną w targach naukowych. Używa małego potwora Sparka do władzy nad jej robotem lokaja, który wygląda dokładnie jak Kirby. Lokaj zaczyna wychodzić z pod kontroli, ale zostaje złapany. Za to Kirby dostaje całusa i dowiaduje się, że Morgan się w nim kocha. Tymczasem Jake i Hayley konkurują aby dostać bilet na koncert kapeli, New Young Boys, ale oddają bilety do pana Stockleya, ponieważ nie są pełnoletni. |                             |               |                    |                      |                  |     |
| 34 | The Prisoner of Lakewood    | Pat Williams  | Julia Ruchman      | 29 października 2012 | 13 kwietnia 2012 | 206 |
| Brak opisu |                             |               |                    |                      |                  |     |
| 35 | Doom Hound                  | Jon Rosenbaum | Julia Ruchman      | 29 października 2012 | 19 lutego 2012   | 204 |
| Psi diabeł z oddechem ognia, zaatakował park rozrywki i zabił tygrysa. Jake i Hayley zamienili go w psa. Jake nosi go cały dzień. Ale kiedy przynosi go do domu Hayley, jej przyjaciele przypadkowo uwalniają go nie znając jego prawdziwej postaci. Zaczyna on demolować dom Hayley. Jake i Hayley rzucają chemikalia z targów nauki, które są w kształcie frizzbies pies je łapie dostaje potężne ciosy i umiera. |                             |               |                    |                      |                  |     |
| 36 | A Sniff Too Far             | Pat Williams  | Thomas W. Lynch    | 30 października 2012 | 27 marca 2012    | 207 |
| Pincer Mole atakuje wielokrotnie szkołę, a jedynym sposobem, aby znaleźć jego legowisko jest współpracować ze Snifferem... niesamowicie irytującym potworem. |                             |               |                    |                      |                  |     |
| 37 | Eris Returns                | Jon Rosenbaum | Max Burnett        | 30 października 2012 | 15 kwietnia 2012 | 203 |
| Duszek Eris Cecylia (Daniella Monet) powraca myśląc, że Etienne to Felix. Etienne oszukuje ją podając się za Felixa i wiąże się z duszkiem. Cecilii ex-chłopak, Tod pochodzi ze świata potworów i chce ją odzyskać, a przy tym pozbyć się Etienne’a. Tymczasem Jake mówi Hayley, że się w niej zakochał. |                             |               |                    |                      |                  |     |
| 38 | This Bird You Cannot Change | Jon Rosenbaum | Andrew Hill Newman | 6 maja 2013          | 22 kwietnia 2012 | 212 |
| Brak opisu |                             |               |                    |                      |                  |     |
| 39 | Road Trip                   | Jon Rosenbaum | Max Burnett        | 7 maja 2013          | 29 kwietnia 2012 | 213 |
| Brak opisu |                             |               |                    |                      |                  |     |
| 40 | Ice Hassles                 | Jon Rosenbaum | Harry Hannigan     | 8 maja 2013          | 13 maja 2012     | 214 |
| Brak opisu |                             |               |                    |                      |                  |     |